# Olchówka (rejon lidzki)
Olchówka (biał. Альхоўка, Alchouka; ros. Ольховка, Olchowka) – wieś na Białorusi, w obwodzie grodzieńskim, w rejonie lidzkim, w sielsowiecie Wawiórka, nad Wawiórką.

## Historia
W XIX i w początkach XX w. położona była w Rosji, w guberni wileńskiej, w powiecie lidzkim, w gminie Myto. Należała do Skinderów.
W dwudziestoleciu międzywojennym leżała w Polsce, w województwie nowogródzkim, w powiecie lidzkim, w gminie Myto/Wawiórka. W 1921 miejscowość liczyła 57 mieszkańców, zamieszkałych w 9 budynkach, w tym 41 Polaków i 16 Białorusinów. Wszyscy mieszkańcy byli wyznania rzymskokatolickiego.
Po II wojnie światowej w granicach Związku Sowieckiego. Od 1991 w niepodległej Białorusi.